# Салямони (Лодзинське воєводство)
Салямони (пол. Salamony) — село в Польщі, у гміні Броншевиці Серадзького повіту Лодзинського воєводства.
У 1975-1998 роках село належало до Серадзького воєводства.